# Excursión suicida

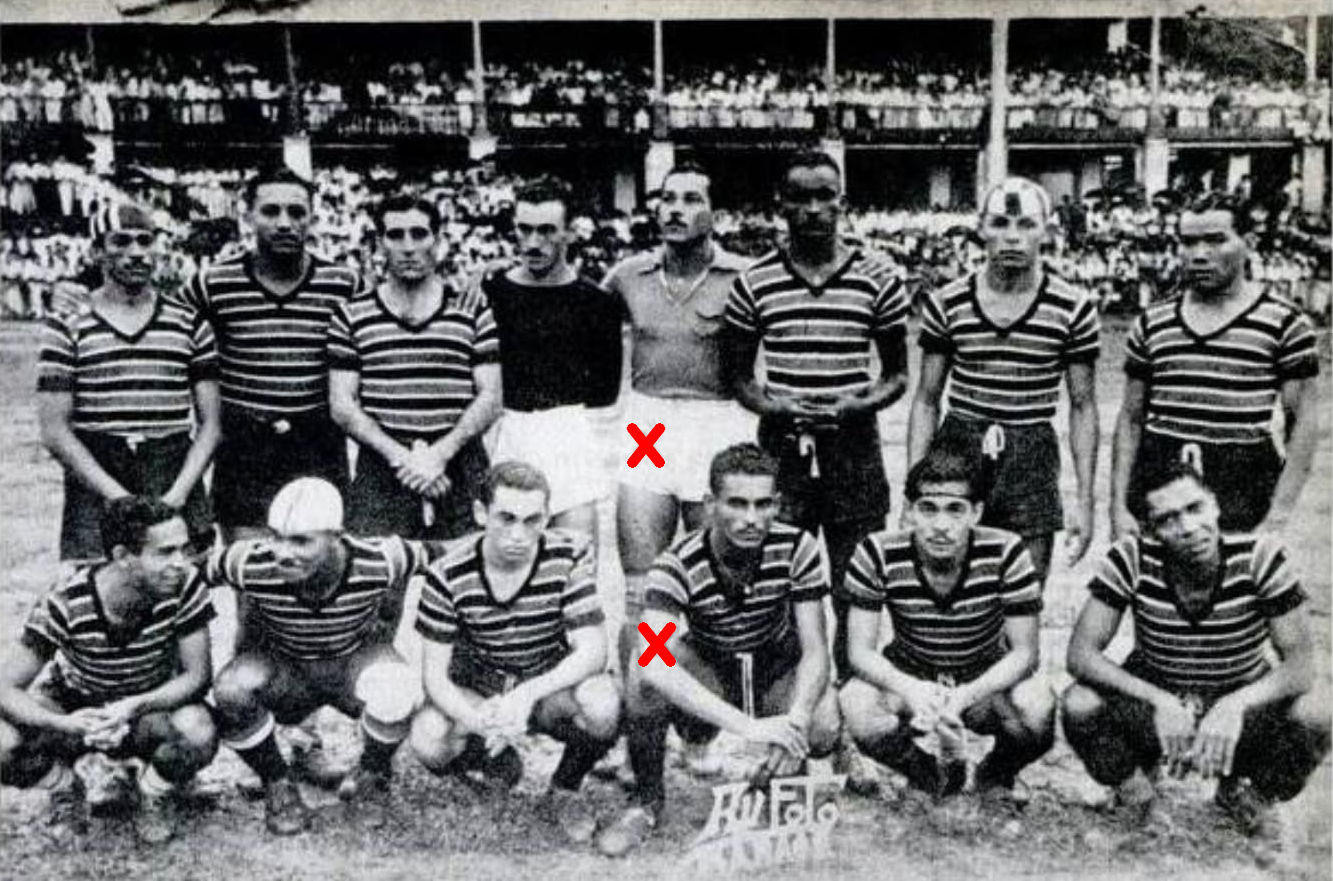
La escuadra de Santa Cruz de 1943. Los jugadores marcados con una X murieron durante la excursión.

El club de fútbol profesional brasileño Santa Cruz Futebol Clube realizó una gira por la Región Norte de Brasil del 2 de enero de 1943 al 29 de abril de 1943, buscando recaudar fondos en partidos amistosos. En el transcurso de casi cuatro meses, jugaron más de 25 partidos en seis ciudades diferentes, en lo que se conoció como la Excursión suicida (en portugués: Excursão Suicída) y la Excursión de la muerte (en portugués: Excursão da Morte), debido a la desgracia, el peligro, la dificultad y la tragedia que soportó el club, incluyendo (además de las muertes reales) la falta de financiación y la amenaza de ataques nazis. Durante la gira, dos jugadores de Santa Cruz fallecieron y otros dos se marcharon para integrarse a otros clubes.

## Natal y Belém
Sumidos en una profunda crisis financiera, los directivos de Santa Cruz decidieron dar una «vuelta rápida» en la Región Norte y participar en partidos de exhibición contra clubes locales, buscando ganar más dinero. La delegación de Santa Cruz salió de Recife, Pernambuco, el 2 de enero de 1943, a bordo del barco a vapor Pará. Por temor a posibles ataques de submarinos nazis, el barco tuvo que navegar con las luces apagadas, mientras era escoltado por dos buques de la Armada brasileña. Dos días después, llegó a Natal, Río Grande del Norte, donde el equipo de Pernambuco venció al equipo del estado local por 6-0. Posteriormente, Santa Cruz viajó a Belém, donde venció al Transviário Esporte Clube por 7-2, al Tuna Luso por 3-1, empató con la selección del estado de Pará por 3-3, 4-4 con Paysandú, y posteriormente perdió ante Remo 5 a 3.

## Manaos
Si bien la delegación del equipo pretendía que los partidos en Belém fueran los últimos de la excursión, fueron invitados a viajar a Manaos para jugar contra los equipos locales, siendo la primera vez que un equipo pernambucano visitaba la ciudad. El club partió hacia Manaos el 25 de enero, a bordo de un barco de vapor que remolcaba un cargamento de alimentos con destino a Acre. Viajando a una velocidad de diez millas náuticas por día, el escuadrón tardó dos semanas en llegar al estado de Amazonas.
El equipo llegó a Manaos el 7 de febrero. Cansados y jugando bajo una fuerte lluvia, perdieron su primer partido en Amazonas ante Olímpico por 3-2. Santa Cruz jugó cuatro partidos más allí, ganando tres veces (5-1 y 5-4 contra Río Negro y 6-0 contra Nacional) y perdiendo una vez ante el equipo estatal local. Poco después del primer partido contra Río Negro, el jefe de la delegación y seis jugadores sufrieron un ataque de disentería, lo que no les impidió participar en los siguientes partidos.
Después de los partidos de Manaos, la dirección del club planeó un partido internacional en Perú y Guyana. Sin embargo, el viaje fue bloqueado por la Confederación Brasileña de Deportes (CBD) debido a un pedido del Ministerio de Relaciones Exteriores para que los clubes no salieran del país. Ante la posibilidad de ser suspendido por 90 días, el equipo desistió y regresó a Belém a bordo del vapor Fortaleza. Tres jugadores no regresaron con la plantilla, «atraídos por buenas ofertas» de equipos locales. Mientras viajaban a Belém, dos jugadores recayeron de la disentería. El portero King y el delantero Papeira fueron diagnosticados con fiebre tifoidea y hospitalizados, ambos habían desobedecido órdenes médicas previas. Santa Cruz tenía la intención de regresar a Recife lo antes posible, pero el gobierno brasileño prohibió todos los viajes marítimos debido a la Segunda Guerra Mundial.

## Belém a Recife
Al no poder comprar billetes de avión y tener que cubrir los gastos médicos y de alimentación, el club tuvo que seguir jugando partidos para recaudar más dinero. Santa Cruz jugó contra Remo el 2 de marzo y ganó 4-2. El defensa Pedrinho recibió una orden de detención poco antes del partido, acusado de «hacerle mal a una chica de 17 años» durante su estancia en Manaos. Resultó que el policía que ordenó su arresto también era director del club y estaba interesado en las habilidades del jugador. La historia era falsa y el jugador nunca fue arrestado. 

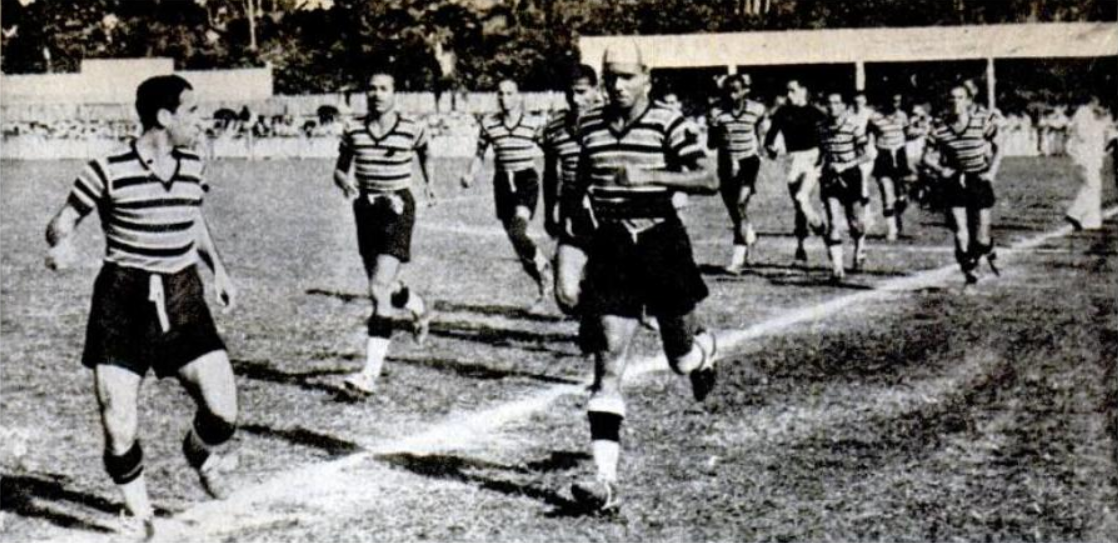
Santa Cruz entrando al campo antes de un partido en Belém.

Santa Cruz sufrió su primera baja poco después, cuando King murió de fiebre tifoidea el 4 de marzo de 1943, a las 02:35. A su funeral asistieron diversas figuras del fútbol de Pará, representantes del CBD y de los clubes donde jugaba, y varias autoridades de Pernambuco. El féretro fue trasladado desde la sede de la Federación Deportiva de Pará hasta un cementerio, siendo acompañado por una gran multitud. Fue enterrado a las 16:00 horas. Debido a la muerte de King, Sidinho, que había desertado al club una semana antes, desistió y regresó a Santa Cruz.
Luego, el club jugó contra Paysandú, apenas tres días después del fallecimiento. Antes del partido se guardó un minuto de silencio. A las 16:30, antes del final del partido, los jugadores recibieron la noticia de que Papeira también había fallecido. Después del final del partido, la cancha fue invadida por hinchas que conmemoraron con los jugadores, y Santa Cruz recibió la Taça Cidade de Recife. Después de perder a dos jugadores, los directores del club consideraron regresar a Recife en avión, pero los costos del hospital y el funeral dejaron a la delegación sin dinero. Santa Cruz jugó cinco partidos más en Belém, antes de emprender el viaje de regreso a Pernambuco el 28 de marzo.
Viajando primero a São Luís, Maranhão, en barco, los jugadores tuvieron que cambiar sus billetes de primera clase por billetes de tercera para ahorrar dinero. Fueron obligados a viajar junto a treinta y cinco ladrones que estaban siendo «exportados» por la policía de Pará a Maranhão. Como medida de seguridad, se ocultaron los quince trofeos obtenidos por Santa Cruz en la gira. Sin embargo, esta precaución resultó innecesaria ya que los ladrones y los jugadores se hicieron amigos. En São Luís, el barco fue retenido por motivos de seguridad y el club disputó allí seis partidos, uno de los cuales contó con el cocinero del barco como jugador, en sustitución de un compañero lesionado. Inicialmente, Santa Cruz tenía la intención de partir hacia Recife después de un partido contra el Sampaio Corrêa (el cuarto en Maranhão), pero la delegación decidió jugar dos partidos más antes de partir. El barco zarpó a medianoche, pero tuvo que regresar a São Luís debido a una tormenta y a la presencia de submarinos alemanes en el mar.
Los jugadores decidieron entonces ir en tren a Teresina, Piauí. El tren descarriló dos veces, pero sin víctimas. Santa Cruz jugó otro partido en Piauí antes de partir hacia Fortaleza, Ceará, en autobús. Allí jugaron el último partido de la excursión, perdiendo ante el Ceará Sporting Club por 3-2. El 29 de abril de 1943, casi cuatro meses después de iniciar la gira, Santa Cruz llegó a Recife. Los jugadores volvieron a jugar al fútbol el 2 de mayo para el Campeonato Pernambucano. El maletín de Papeira fue entregado a su familia, pero el maletín de King no pudo ser devuelto porque se perdió en el mar en São Luís.

### Citas
1. ↑  Costa, 2020.
2. 1 2 3 4 5  Aragão, 1979, "De novo no mar, junto com 35 ladrões" section.
3. 1 2 3 4 5 6 7 8 9 10 11 12  Guedes, 2023.
4. 1 2 3  Aragão, 1979, p. 60.
5. 1 2 3  Costa, 2020, "Primeiros jogos e problemas" section.
6. 1 2 3 4  Aragão, 1979, "De Belém a Manaus, duas semanas no rio" section.
7. ↑  «O Santa Cruz empatou com o selecionado paraense». Jornal Pequeno (en portugués de Brasil) (17). 22 de enero de 1943. p. 2. Archivado desde el original el 17 de mayo de 2024. Consultado el 17 de mayo de 2024.
8. 1 2 3  Costa, 2020, "Duas semanas no rio até Manaus com bebedeiras" section.
9. ↑  «Embarcou para Manáus a delegação do Santa Cruz». Jornal Pequeno (en portugués de Brasil) (20). 26 de enero de 1943. p. 2. Archivado desde el original el 18 de mayo de 2024. Consultado el 18 de mayo de 2024.
10. ↑  Aragão, 1979, "Do barco, direto para um hospital..." section.
11. 1 2  Costa, 2020, "Tentativa de jogos internacionais" section.
12. 1 2 3 4  Aragão, 1979, "Do barco, direto para um hospital..." section.
13. 1 2 3 4 5  Costa, 2020, "Deserção, mortes e paralisação da navegação mudam planos" section.
14. 1 2  Aragão, 1979, "Em Belém, mortes e uma ordem de prisão" section.
15. 1 2  «King faleceu, ontem, em Belem do Pará». Diário de Pernambuco (en portugués de Brasil) (54). 5 de marzo de 1943. p. 5. ISSN 1807-7072. Archivado desde el original el 19 de mayo de 2024. Consultado el 19 de mayo de 2024.
16. 1 2  Aragão, 1979, "Em Belém, mortes e uma ordem de prisão" section.
17. ↑  «Um a um, o resultado do jogo contra o Paysandú». Diário de Pernambuco (en portugués de Brasil) (57). 9 de marzo de 1943. p. 5. ISSN 1807-7072. Archivado desde el original el 20 de mayo de 2024. Consultado el 20 de mayo de 2024.
18. 1 2  Costa, 2020, "Mais jogos em Belém, viagem com ladrões e uma longa volta" section.
19. 1 2 3 4 5 6  Costa, 2020, "Últimos jogos, ameaça alemã e trem descarrilado" section.
20. ↑  «O S.-Cruz reaparecerá amanhã». Diário de Pernambuco (en portugués de Brasil) (100). 1 de mayo de 1943. p. 8. ISSN 1807-7072. Archivado desde el original el 23 de mayo de 2024. Consultado el 23 de mayo de 2024.
21. ↑  Aragão, 1979, "'Na volta, meu filho não me reconheceu'" section.